# Trekduif
De trekduif (Ectopistes migratorius) is een uitgestorven vogel die tot en met de 19e eeuw in zeer groten getale in Noord-Amerika voorkwam. In 1866 waren er mogelijk nog miljarden van deze vogels. De aantallen werden na 1870 snel kleiner en rond de eeuwwisseling was deze duivensoort vrijwel volledig uitgestorven.

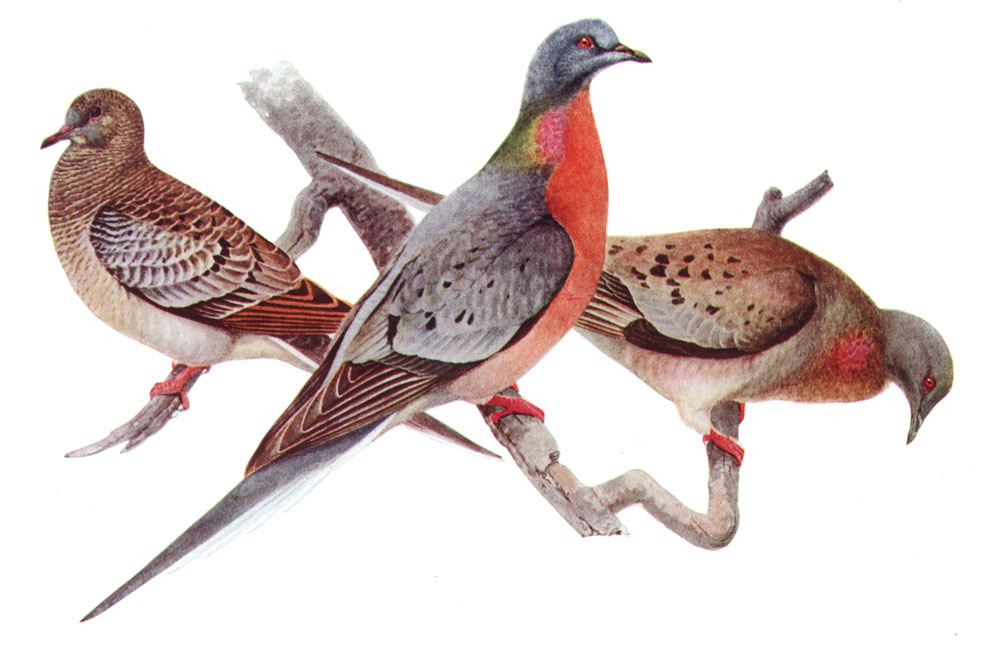
Onvolwassen (links), mannetje (midden), vrouwtje (rechts) (afbeelding gemaakt door Louis Agassiz Fuertes)

## Kenmerken
De vogel was 38 tot 41 centimeter lang; het vrouwtje was iets kleiner dan het mannetje. De vogel leek qua verenkleed op de treurduif (Zenaida macroura), maar was groter. Hij was slank en wendbaar en was een goede vlieger met flink ontwikkelde borstspieren. Een volwassen mannetje had een blauwgrijze kop, hals en nek. Het vrouwtje was van boven bruiner en van onder lichter gekleurd. De vogel had iriserende sierveren op de hals. De rug was overwegend donker blauwgrijs, de borst was licht roodbruin dat naar de buik toe lichter roze werd.

## Verspreiding en leefgebied
Trekduiven kwamen voor in heel Noord-Amerika ten oosten van de Rocky Mountains. Gedurende de winter trokken ze alle kanten uit. In strenge winters verplaatsten ze zich naar de zuidelijker gelegen staten. Het leefgebied bestond uit loofbos. De duiven foerageerden vooral op de zaden van bomen uit de napjesdragersfamilie. In de winter verbleven ze vaak in moerasgebieden met elzenbossen. Naaldbossen werden vaak gebruikt om in te overnachten.

## Uitsterven

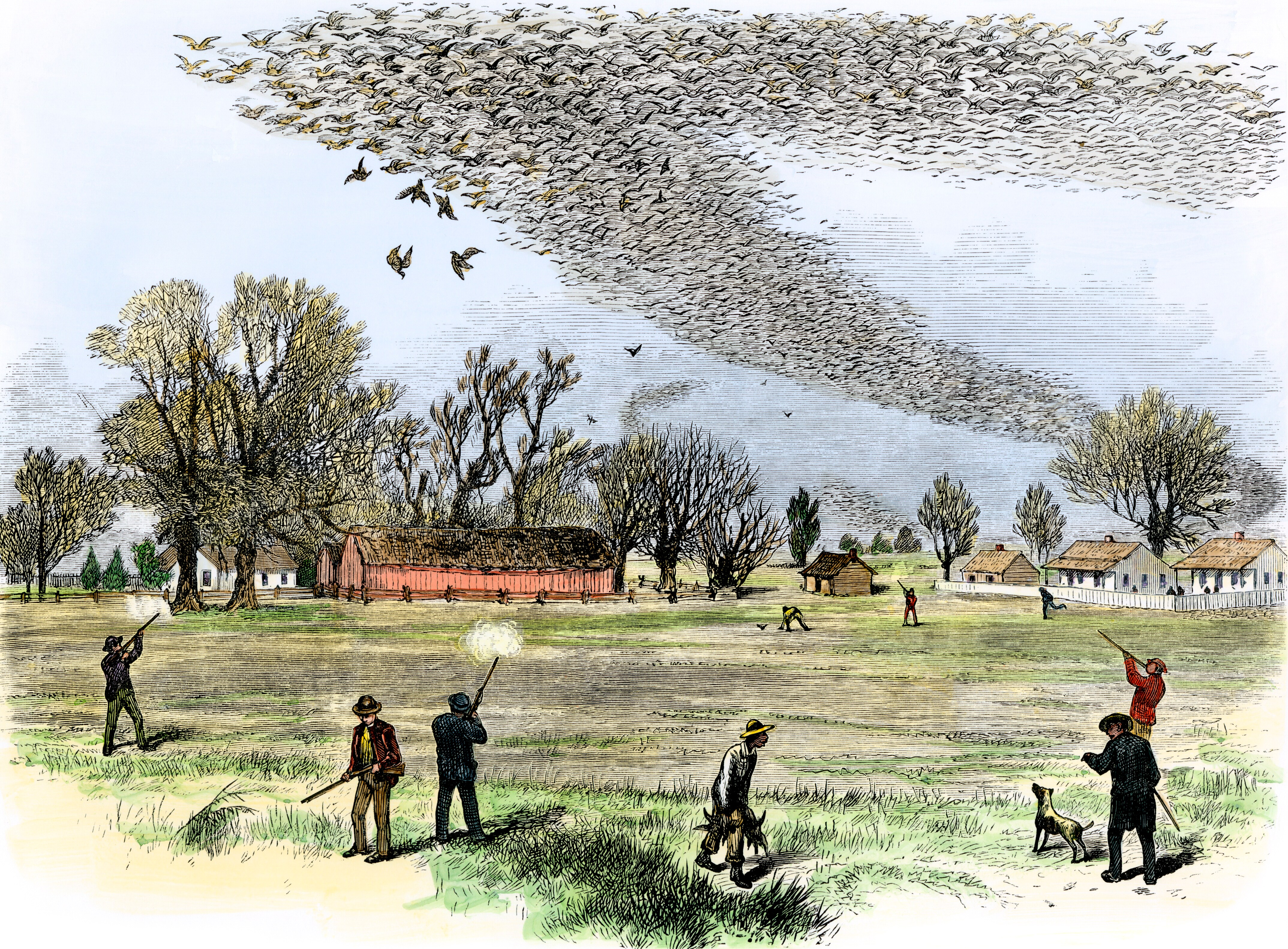
Prent van de massale jacht op de vogel

Er wordt geschat dat ten tijde van de komst van de Europese kolonisten niet minder dan 3 tot 5 miljard van deze vogels rondvlogen. De vogel trok vaak op onregelmatige tijden in grote vluchten over het continent. In 1866 duurde het in Ontario 14 uur voordat een vlucht trekduiven gepasseerd was. Er moeten toen meer dan een miljard vogels overgekomen zijn.
Toch stierf de vogel in luttele jaren uit. Dit was het gevolg van de ongebreidelde jacht die erop gemaakt is, hoewel ontbossing ook een bijdrage geleverd kan hebben.
Bij een bepaalde broedkolonie in Michigan werden er in 1874 zo'n 25.000 vogels per dag afgemaakt. In de jaren tachtig van de negentiende eeuw werd de vogel duidelijk met uitsterven bedreigd en op 1 september 1914 stierf het laatste exemplaar, Martha genaamd, in de Cincinnati Zoo and Botanical Garden.

## Taxonomie
Er zijn relatief veel huiden en/of skeletten van deze vogelsoort bewaard gebleven. In totaal zijn er meer dan 1500 specimens; Naturalis in Leiden heeft er 11. Daardoor is het mogelijk het DNA van de trekduif uitgebreid te onderzoeken. De soort behoort tot een monotypisch geslacht dat nauw verwant is aan andere in de Nieuwe Wereld voorkomende soorten van het geslacht Patagioenas. Deze clade is het meest verwant met de in de Oude Wereld voorkomende tortelduiven, waartoe ook de Turkse tortel behoort.
Omdat een groot gedeelte van het genoom van de trekduif gereconstrueerd is, heeft een team van ter zake deskundige onderzoekers het plan opgevat om deze duivensoort weer tot leven te wekken door middel van genetische modificatie van nog levende, verwante soorten duiven.